# Adlumia
Adlumia es un género de alrededor de tres especies perteneciente a la subfamilia Fumarioideae.

## Especies
- Adlumia asiatica Ohwi
- Adlumia cirrhosa Raf.
- Adlumia fungosa Greene